# Ikem Billy
Ikem Billy (né le 25 janvier 1964) est un athlète britannique, spécialiste des courses de demi-fond.

## Biographie
Il remporte la médaille de bronze du 800 mètres lors des Jeux mondiaux en salle 1985, devancé par les Espagnols Colomán Trabado et Benjamín González. 

### Palmarès
| Date | Compétition                    | Lieu      | Résultat | Épreuve |
| ---- | ------------------------------ | --------- | -------- | ------- |
| 1984 | Championnats d'Europe en salle | Göteborg  | 4e       | 800 m   |
| 1985 | Jeux mondiaux en salle         | Paris     | 3e       | 800 m   |
| 1988 | Championnats d'Europe en salle | Budapest  | 6e       | 800 m   |
| 1989 | Universiades                   | Duisbourg | 2e       | 800 m   |
| 1989 | Championnats du monde en salle | Budapest  | 6e       | 800 m   |
| 1990 | Jeux du Commonwealth           | Auckland  | 5e       | 800 m   |

### Records
| Épreuve | Performance   | Lieu | Date            |
| ------- | ------------- | ---- | --------------- |
| 800 m   | 1 min 44 s 65 | Oslo | 21 juillet 1984 |